# Kyle Jones
Kyle Jones (Hamilton, 15 de noviembre de 1984) es un deportista canadiense que compitió en triatlón. Ganó una medalla de bronce en el Campeonato Mundial por Relevos de 2006 y una medalla de bronce en el Campeonato Panamericano de Triatlón de 2012.

## Palmarés internacional
| Campeonato Mundial por Relevos | Campeonato Mundial por Relevos | Campeonato Mundial por Relevos | Campeonato Mundial por Relevos |
| Año                            | Lugar                          | Medalla                        | Prueba                         |
| ------------------------------ | ------------------------------ | ------------------------------ | ------------------------------ |
| 2006                           | Cancún (México)                | Medalla de bronce              | Relevos                        |
| Campeonato Panamericano        |                                |                                |                                |
| Año                            | Lugar                          | Medalla                        | Prueba                         |
| 2012                           | La Paz (Argentina)             | Medalla de bronce              | Individual                     |